# Paisley (Szkocja)
Paisley (gael. Pàislig) − miasto w Szkocji, administracyjne centrum Renfrewshire, w zespole miejskim Glasgow, liczba mieszkańców: 74 170 (2001).
Paisley jest piątym co do wielkości miastem w Szkocji. Jest miastem uniwersyteckim, University of the West of Scotland został utworzony w 1992 r. Studiuje na nim obecnie ponad 18 000 studentów.
W mieście znajduje się największy na świecie kościół baptystów – Coats Memorial Church, rozwinięty jest przemysł włókienniczy, maszynowy, spożywczy, metalowy, chemiczny oraz drzewny.
W 2005 roku rozegrano w Paisley mistrzostwa świata kobiet w curlingu.
W zdobnictwie tkanin nazwa paisley, oznacza motyw zdobniczy, którego zaczęto używać do produkcji tkanin właśnie w tym mieście w XVIII wieku. Do Europy motyw dotarł razem z szalami kaszmirskimi, sprowadzanymi przez Kompanię Wschodnioindyjską. W mieście Paisley działały 23 manufaktury, a największą była fabryka braci Petera i Thomas Coatsów.

## Osoby związane z Paisley
- Gerard Butler (ur. 13 listopada 1969)
- James Peace (ur. 28 września 1963)
- Robert II Stewart (ur. 2 marca 1316, zm. 19 kwietnia 1390)

## Transport
Przez północny kraniec Paisley przebiega brytyjska autostrada M8. Jest to część europejskiej trasy E05 łączącej Greenock z Gibraltarem. Ponadto przez miasto przebiegają drogi szybkiego ruchu takie jak A726, A737 i A761. W Paisley znajduje się Stacja kolejowa Paisley Gilmour Street.

## Miasta partnerskie
- Stockport, Wielka Brytania
- Fürth, Niemcy